# 清远站
- 關於广清城际铁路一期工程名为清远站的车站，請見「清城站」。
- 關於广清城际铁路北延段位于本站旁的车站，請見「洲心站」。
- 關於京广铁路原清远站，請見「源潭站」。

清远站，也稱「新清远站」，位于中國广东省清远市清城区洲心街道，为京广高速铁路的一座客运站。2009年12月随京广高速铁路通车正式启用。
车站建筑面积22,722平方米，其中站房建筑面积10,454平方米，地下进出站地道建筑面积1,475平方米。车站配有公交總站、出租车和私家車停车场等基础设施。
截至2025年7月1日全国铁路季度调图，清远站共49趟列车停靠，其中日常有39趟列车停靠。

## 图片
- 2站台

## 邻近车站
| 上一站           |  | 中国铁路                          |  | 下一站           |
| ---------------- |  | --------------------------------- |  | ---------------- |
| 英德西北京西方向 |  | 京广高速铁路 ← 57km 清远站 37km → |  | 广州北广州南方向 |